# Semana Mundial de la Lactancia Materna

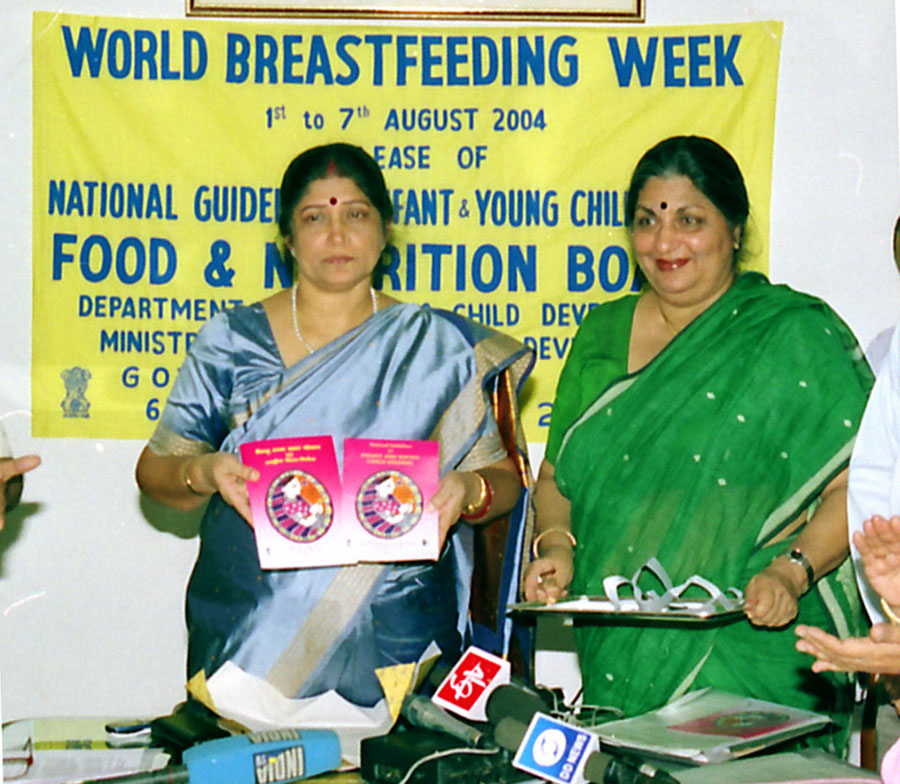
Panel de conferencias del Ministerio de Desarrollo Humano de India presentando una guía de alimentación para infantes en Nueva Delhi, con motivo de la Semana de la lactancia materna. (2004)

Gloria Macapagal Arroyo (centro) junto a Susan Roth (izquierda) y Anna Bailet (derecha). Arroyo nombró a Roth «reina de la lactancia en Filipinas» por su activismo contra la desnutrición infantil y en favor de esta práctica en el país.

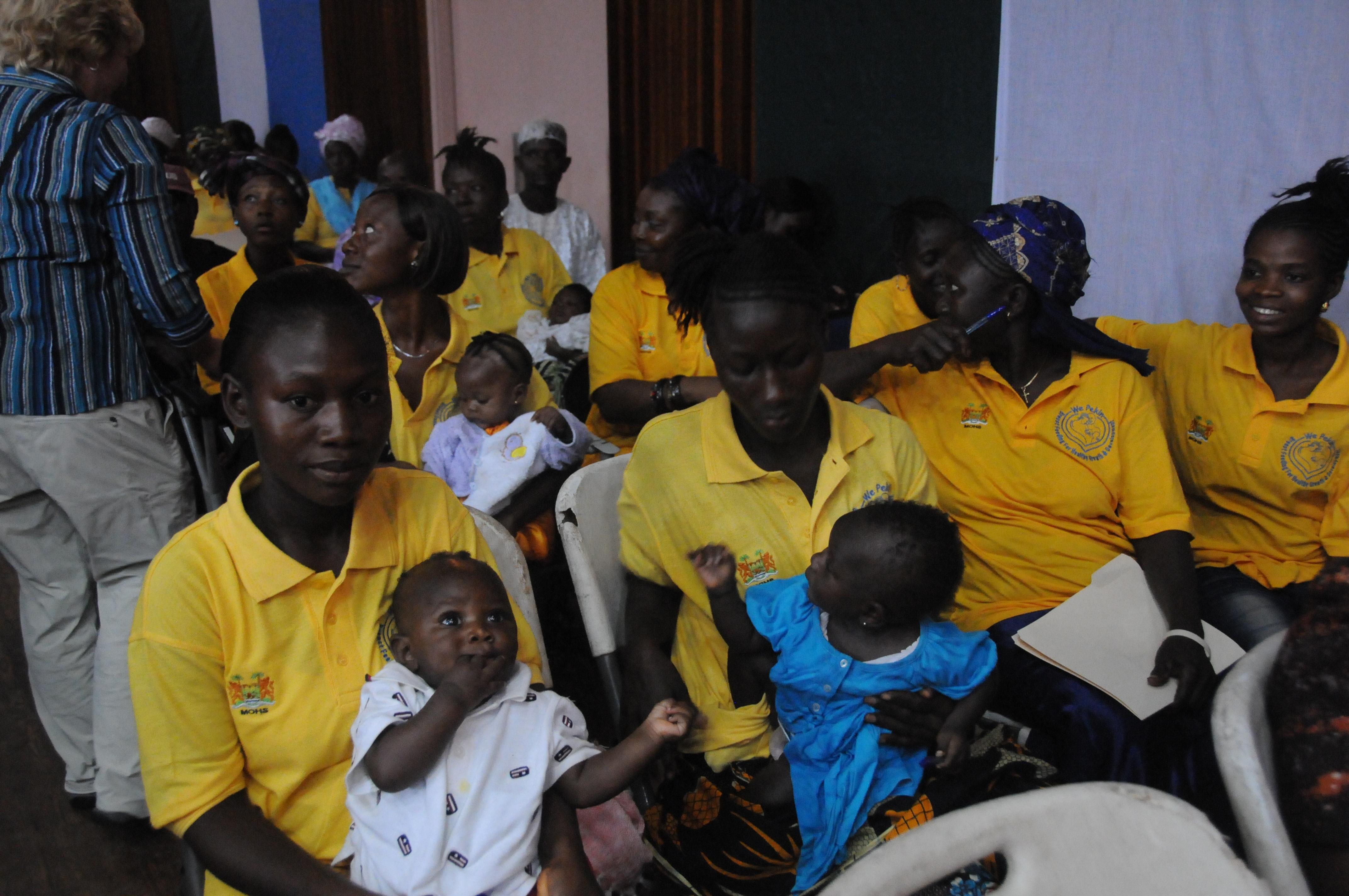
Madres celebrando la Semana de la lactancia materna en Sierra Leona (2011).

La Semana Mundial de la Lactancia Materna se celebra del 1 al 7 de agosto desde 1992 y fue establecida en ese mismo año por la Organización Mundial de la Salud (OMS), el Fondo de las Naciones Unidas para la Infancia (UNICEF) y en colaboración con la Alianza Mundial pro Lactancia Materna (WABA) en 1991.

## Proclamación
La Semana Mundial de la Lactancia Materna fue concebida en 1991 por WABA en colaboración con la OMS y UNICEF, y desarrollada como una campaña global para promover y apoyar la lactancia materna en todo el mundo, basándose en la Declaración de Innocenti de 1990, con el fin de sensibilizar sobre los beneficios de la lactancia y promover entornos favorables para que las madres puedan amamantar, tanto en la comunidad como en el lugar de trabajo. En 2018, la Asamblea Mundial de la Salud adoptó una resolución que refrendó esta campaña como una estrategia clave de promoción de la salud. Además, la campaña se ha alineado con los Objetivos de Desarrollo Sostenible (ODS) desde 2016, integrando temas anuales como sistemas de salud, apoyo comunitario, trabajo y ecología.
Un hito adicional en esta iniciativa fue la Declaración de Innocenti de 2005, que se aprobó con motivo del 15 aniversario de la declaración original de 1990. Esta nueva versión amplió a 9 los principios dedicados a la protección, fomento y apoyo de la lactancia materna y también incluyó las prácticas de alimentación infantil en su totalidad. Subrayó las responsabilidades de todas las partes interesadas y la necesidad de crear un entorno que permitiera a las madres tomar decisiones informadas sobre la lactancia.

## Celebración
Esta semana se celebra del 1 al 7 de agosto, una fecha que fue elegida en conmemoración de la Declaración de Innocenti de 1990, que estableció compromisos globales para proteger y promover la lactancia materna. La primera celebración tuvo lugar en 1992, organizada por WABA, y desde entonces se realiza anualmente con un lema específico que varía cada año para enfocar temas relevantes como el apoyo a las madres en el lugar de trabajo y la comunidad. Durante esta semana se llevan a cabo diversas actividades, incluyendo campañas de concienciación, talleres educativos y programas de apoyo a las madres para fomentar la lactancia exclusiva en los primeros seis meses de vida del niño. La campaña también promueve la creación de políticas públicas y legislaciones que protejan el derecho a amamantar.

## Temas
- 1992: Baby-Friendly Hospital Initiative,[6] (‘Iniciativa: Hospital amigo del niño’)
- 1993: Mother-Friendly Workplace Initiative,[9] (‘Iniciativa: Lugar de trabajo amigo de la madre’)
- 1994: Protect Breastfeeding: Making the Code Work,[10] (‘Proteger la lactancia materna: Hacer que el código funcione’)
- 1995: Breastfeeding: Empowering Women,[11] (‘Lactancia materna: Empoderando a las mujeres’)
- 1996: Breastfeeding: A Community Responsibility,[12] (‘Lactancia materna: Una responsabilidad comunitaria’)
- 1997: Breastfeeding: Nature's Way,[13] (‘Lactancia materna: La forma natural’)
- 1998: Breastfeeding: The Best Investment,[14] (‘Lactancia materna: La mejor inversión’)
- 1999: Breastfeeding: Education for Life,[15] (‘Lactancia materna: Educación para la vida’)
- 2000: Breastfeeding: It's Your Right,[16] (‘Lactancia materna: Es tu derecho’)
- 2001: Breastfeeding in the Information Age,[17] (‘Lactancia materna en la era de la información’)
- 2002: Breastfeeding: Healthy Mothers and Healthy Babies,[18] (‘Lactancia materna: Madres sanas y bebés sanos’)
- 2003: Breastfeeding in a Globalised World for Peace and Justice,[19] (‘Lactancia materna en un mundo globalizado por la paz y la justicia’)
- 2004: Exclusive Breastfeeding: the Gold Standard Safe, Sound, Sustainable,[20] (‘Lactancia materna exclusiva: El estándar de oro seguro, saludable y sostenible’)
- 2005: Breastfeeding and Family Foods: Loving & Healthy,[21] (‘Lactancia materna y alimentos familiares: Amorosa y saludable’)
- 2006: Code Watch - 25 Year of Protecting Breastfeeding,[22] (‘Vigilancia del código: 25 años protegiendo la lactancia materna’)
- 2007: Breastfeeding: The 1st hour,[23] (‘Lactancia materna: La primera hora’)
- 2008: Mother Support: Going for the Gold,[24] (‘Apoyo a la madre: Buscando el oro’)
- 2009-2010: Breastfeeding - Just 10 Steps! The Baby-Friendly Way,[25][26] (‘Lactancia materna – ¡Solo 10 pasos! La manera amigable para el bebé’)
- 2011: Breastfeeding: A 3D experience,[27] (‘Lactancia materna: Una experiencia 3D’)
- 2012-2013: Breastfeeding Support: Close to Mothers,[28][29] (‘Apoyo a la lactancia materna: Cerca de las madres’)
- 2014: Breastfeeding: A Winning Goal For Life!,[30] (‘Lactancia materna: Un objetivo ganador para la vida’)
- 2015: Breastfeeding and Work let's make it work!,[31] (‘Lactancia materna y trabajo: ¡Hagámoslo funcionar!’)
- 2016: Breastfeeding: A key to Sustainable Development,[32] (‘Lactancia materna: Una clave para el desarrollo sostenible’)
- 2017: Sustaining Breastfeeding Together,[33] (‘Sosteniendo la lactancia materna juntos’)
- 2018: Breastfeeding: Foundation of Life,[34] (‘Lactancia materna: Fundación de la vida’)
- 2019: Empower Parents, Enable Breastfeeding, Now and for the future!,[35] (‘Empoderar a los padres, Facilitar la lactancia materna, ¡Ahora y para el futuro!’)
- 2020: Support breastfeeding for a healthier planet!,[36] (‘Apoya la lactancia materna para un planeta más saludable’)
- 2021: Protect Breastfeeding: A Shared Responsibility,[37] (‘Proteger la lactancia materna: Una responsabilidad compartida’)
- 2022: Step up for Breastfeeding, Educate and Support,[38] (‘Aumenta el apoyo a la lactancia materna, educa y apoya’)
- 2023: Enabling Breastfeeding, Making a difference for working parents,[39] (‘Facilitar la lactancia materna, haciendo una diferencia para los padres trabajadores’)
- 2024: Closing the Gap, Breastfeeding Support for All,[40] (‘Cerrando la brecha, apoyo a la lactancia materna para todos’)
- 2025: Prioritize Breastfeeding: Create Sustainable Support Systems,[41] ('Prioricemos la lactancia: construyendo sistemas de apoyo sostenibles')